# Oceania Sevens 2015
El Oceania Sevens de 2015 fue la octava edición del torneo de rugby 7 masculino de Oceanía.
Se disputó del 14 al 15 de noviembre en Waitakere, Nueva Zelanda.

## Fase de grupos

### Grupo A
| Equipo     | Encuentros | Encuentros | Encuentros | Encuentros | Tantos  | Tantos    | Tantos     | Puntos |
| Equipo     | jugados    | ganados    | empatados  | perdidos   | a favor | en contra | diferencia | Puntos |
| ---------- | ---------- | ---------- | ---------- | ---------- | ------- | --------- | ---------- | ------ |
| Australia  | 3          | 3          | 0          | 0          | 159     | 7         | +152       | 9      |
| Tonga      | 3          | 2          | 0          | 1          | 74      | 49        | +25        | 7      |
| Islas Cook | 3          | 1          | 0          | 2          | 52      | 77        | –25        | 5      |
| Nauru      | 3          | 0          | 0          | 3          | 0       | 152       | –152       | 3      |

### Grupo B
| Equipo             | Encuentros | Encuentros | Encuentros | Encuentros | Tantos  | Tantos    | Tantos     | Puntos |
| Equipo             | jugados    | ganados    | empatados  | perdidos   | a favor | en contra | diferencia | Puntos |
| ------------------ | ---------- | ---------- | ---------- | ---------- | ------- | --------- | ---------- | ------ |
| Samoa              | 3          | 3          | 0          | 0          | 139     | 7         | +132       | 9      |
| Papúa Nueva Guinea | 3          | 2          | 0          | 1          | 106     | 41        | +65        | 7      |
| Islas Salomón      | 3          | 1          | 0          | 2          | 17      | 107       | –90        | 4      |
| Samoa Americana    | 3          | 0          | 0          | 3          | 7       | 114       | –107       | 3      |

### Etapa eliminatoria

#### Copa de oro
|  | Cuartos de final   | Cuartos de final   | Cuartos de final |           |                    | Semifinales        | Semifinales | Semifinales |                    |                    | Copa         | Copa         | Copa |  |
|  |                    |                    |                  |           |                    |                    |             |             |                    |                    |              |              |      |  |
|  |                    |                    |                  |           |                    |                    |             |             |                    |                    |              |              |      |  |
|  | Tonga              | Tonga              | 47               |           |                    |                    |             |             |                    |                    |              |              |      |  |
|  | Tonga              | Tonga              | 47               |           |                    |                    |             |             |                    |                    |              |              |      |  |
|  | Islas Salomón      | Islas Salomón      | 0                |           |                    |                    |             |             |                    |                    |              |              |      |  |
|  | Islas Salomón      | Islas Salomón      | 0                |           | Tonga              | Tonga              | 41          |             |                    |                    |              |              |      |  |
|  |                    |                    |                  |           | Tonga              | Tonga              | 41          |             |                    |                    |              |              |      |  |
|  |                    |                    | Samoa            | Samoa     | 5                  |                    |             |             |                    |                    |              |              |      |  |
|  | Samoa              | Samoa              | Samoa            | Samoa     | 5                  | 59                 |             |             |                    |                    |              |              |      |  |
|  | Samoa              | Samoa              |                  |           |                    |                    |             |             |                    |                    |              |              |      |  |
|  | Nauru              | Nauru              | 0                |           |                    |                    |             |             |                    |                    |              |              |      |  |
|  | Nauru              | Nauru              | 0                |           |                    |                    |             |             |                    | Tonga              | Tonga        | 0            |      |  |
|  |                    |                    |                  |           |                    |                    |             |             |                    | Tonga              | Tonga        | 0            |      |  |
|  |                    |                    | Australia        | Australia | 50                 |                    |             |             |                    |                    |              |              |      |  |
|  | Papúa Nueva Guinea | Papúa Nueva Guinea | Australia        | Australia | 50                 | 19                 |             |             |                    |                    |              |              |      |  |
|  | Papúa Nueva Guinea | Papúa Nueva Guinea |                  |           |                    |                    |             |             |                    |                    |              |              |      |  |
|  | Islas Cook         | Islas Cook         | 7                |           |                    |                    |             |             |                    |                    |              |              |      |  |
|  | Islas Cook         | Islas Cook         | 7                |           | Papúa Nueva Guinea | Papúa Nueva Guinea | 0           |             |                    | Tercer lugar       | Tercer lugar | Tercer lugar |      |  |
|  |                    |                    |                  |           | Papúa Nueva Guinea | Papúa Nueva Guinea | 0           |             |                    | Tercer lugar       | Tercer lugar | Tercer lugar |      |  |
|  |                    |                    | Australia        | Australia | 36                 |                    |             |             |                    |                    |              |              |      |  |
|  | Australia          | Australia          | Australia        | Australia | 36                 | 52                 |             |             | Papúa Nueva Guinea | Papúa Nueva Guinea | 0            |              |      |  |
|  | Australia          | Australia          |                  |           |                    |                    |             |             | Papúa Nueva Guinea | Papúa Nueva Guinea | 0            |              |      |  |
|  | Samoa Americana    | Samoa Americana    | 0                |           |                    |                    |             |             |                    |                    | Samoa        | Samoa        | 54   |  |
|  | Samoa Americana    | Samoa Americana    | 0                |           |                    |                    |             |             |                    |                    | Samoa        | Samoa        | 54   |  |
|  |                    |                    |                  |           |                    |                    |             |             |                    |                    |              |              |      |  |

| Bandera de Australia |
| Campeón Australia    |
| 3.er título          |